# Murdannia triquetra
Murdannia triquetra là một loài thực vật có hoa trong họ Commelinaceae. Loài này được (Wall. ex C.B.Clarke) G.Brückn. mô tả khoa học đầu tiên năm 1930.